# Стадголм
Стадголм (англ. Studholm) — парафія в Канаді, у провінції Нью-Брансвік, у складі графства Кінгс.

## Населення
За даними перепису 2016 року, парафія нараховувала 3522 особи, показавши скорочення на 2,5%, порівняно з 2011-м роком. Середня густина населення становила 7,8 осіб/км².
З офіційних мов обидвома одночасно володіли 425 жителів, тільки англійською — 3 065, а 5 — жодною з них. Усього 65 осіб вважали рідною мовою не одну з офіційних.
Працездатне населення становило 57,8% усього населення, рівень безробіття — 13,6% (18,8% серед чоловіків та 8% серед жінок). 83,8% осіб були найманими працівниками, а 13,6% — самозайнятими.
Середній дохід на особу становив $38 657 (медіана $28 880), при цьому для чоловіків — $49 612, а для жінок $28 143 (медіани — $38 827 та $22 800 відповідно).
32,5% мешканців мали закінчену шкільну освіту, не мали закінченої шкільної освіти — 24,2%, 43,3% мали післяшкільну освіту, з яких 23,2% мали диплом бакалавра, або вищий, 10 осіб мали вчений ступінь.
| Статево-вікова структура населення | Статево-вікова структура населення | Статево-вікова структура населення | Статево-вікова структура населення | Статево-вікова структура населення |
| ---------------------------------- | ---------------------------------- | ---------------------------------- | ---------------------------------- | ---------------------------------- |
|                                    |                                    |                                    |                                    |                                    |
| Всього                             | Всього                             | 50,0%                              |                                    |                                    |
| 0 — 14 років                       | 0 — 14 років                       |                                    | 15,9%                              | 15,9%                              |
| 15 — 64 років                      | 15 — 64 років                      |                                    | 64,3%                              | 64,3%                              |
| 65 і більше                        | 65 і більше                        |                                    | 19,7%                              | 19,7%                              |
| 85 і більше                        | 85 і більше                        |                                    | 1,7%                               | 1,7%                               |
| 100 і більше                       | 100 і більше                       |                                    | 0,1%                               | 0,1%                               |
| Середній вік (років)               | Середній вік (років)               | 42,543,4                           | 43,0                               | 43,0                               |
| Медіана (років)                    | Медіана (років)                    | 45,646,0                           | 45,9                               | 45,9                               |
| — чоловіки — жінки                 |                                    |                                    |                                    |                                    |

| Походження мешканців:     | Походження мешканців:     | Походження мешканців: | Походження мешканців: | Походження мешканців: |
| ------------------------- | ------------------------- | --------------------- | --------------------- | --------------------- |
| Походження                |                           |                       | осіб                  | %                     |
| Корінні американці        | Корінні американці        |                       | 150                   | 4.34%                 |
| Інше північноамериканське | Інше північноамериканське |                       | 1 940                 | 56.07%                |
| Європейське               | Європейське               |                       | 2 160                 | 62.43%                |
| британське                | британське                |                       | 1 935                 | 55.92%                |
| французьке                | французьке                |                       | 305                   | 8.82%                 |
| українське                | українське                |                       | 10                    | 0.29%                 |
| Карибське                 | Карибське                 |                       | 10                    | 0.29%                 |
| Африканське               | Африканське               |                       | 15                    | 0.43%                 |
| Азійське                  | Азійське                  |                       | 10                    | 0.29%                 |

| Зайнятість населення за галузями (за класифікацією NOC): | Зайнятість населення за галузями (за класифікацією NOC): | Зайнятість населення за галузями (за класифікацією NOC): | Зайнятість населення за галузями (за класифікацією NOC): | Зайнятість населення за галузями (за класифікацією NOC): |
| -------------------------------------------------------- | -------------------------------------------------------- | -------------------------------------------------------- | -------------------------------------------------------- | -------------------------------------------------------- |
|                                                          |                                                          |                                                          |                                                          |                                                          |
| Управління                                               | Управління                                               |                                                          | 10,6%                                                    | 10,6%                                                    |
| Бізнес, фінанси та адміністрування                       | Бізнес, фінанси та адміністрування                       |                                                          | 13%                                                      | 13%                                                      |
| Природничі та прикладні науки                            | Природничі та прикладні науки                            |                                                          | 3,3%                                                     | 3,3%                                                     |
| Охорона здоров'я                                         | Охорона здоров'я                                         |                                                          | 6,1%                                                     | 6,1%                                                     |
| Освіта, правозахист, муніципальні та урядові служби      | Освіта, правозахист, муніципальні та урядові служби      |                                                          | 7,9%                                                     | 7,9%                                                     |
| Мистецтво, культура, відпочинок та спорт                 | Мистецтво, культура, відпочинок та спорт                 |                                                          | 1,8%                                                     | 1,8%                                                     |
| Роздрібна торгівля та послуги                            | Роздрібна торгівля та послуги                            |                                                          | 20,3%                                                    | 20,3%                                                    |
| Гуртова торгівля, транспорт та обладнання                | Гуртова торгівля, транспорт та обладнання                |                                                          | 23,9%                                                    | 23,9%                                                    |
| Природні ресурси, сільське господарство                  | Природні ресурси, сільське господарство                  |                                                          | 8,8%                                                     | 8,8%                                                     |
| Виробництво                                              | Виробництво                                              |                                                          | 3,9%                                                     | 3,9%                                                     |

## Клімат
Середня річна температура становить 5°C, середня максимальна – 22,5°C, а середня мінімальна – -15,4°C. Середня річна кількість опадів – 1 140 мм.
| Клімат поселення                              | Клімат поселення | Клімат поселення | Клімат поселення | Клімат поселення | Клімат поселення | Клімат поселення | Клімат поселення | Клімат поселення | Клімат поселення | Клімат поселення | Клімат поселення | Клімат поселення | Клімат поселення |
| Показник                                      | Січ.             | Лют.             | Бер.             | Квіт.            | Трав.            | Черв.            | Лип.             | Серп.            | Вер.             | Жовт.            | Лист.            | Груд.            |                  |
| Середній максимум, °C                         | −3,43            | −1,95            | 3,38             | 9,46             | 15,94            | 20,95            | 22,52            | 21,90            | 17,59            | 11,79            | 5,82             | −1,51            |                  |
| Середня температура, °C                       | −9,4             | −7,9             | −2,57            | 3,50             | 9,99             | 14,99            | 18,12            | 17,49            | 13,19            | 7,38             | 1,42             | −5,92            |                  |
| Середній мінімум, °C                          | −15,36           | −13,86           | −8,52            | −2,45            | 4,02             | 9,03             | 13,70            | 13,08            | 8,77             | 2,98             | −2,99            | −10,32           |                  |
| Норма опадів, мм                              | 105              | 84               | 96               | 86               | 96               | 88               | 94               | 83               | 92               | 103              | 105              | 108              |                  |
| Середньомісячна швидкість вітру, м/с          | 3.50             | 3.52             | 3.72             | 3.62             | 3.26             | 2.82             | 2.60             | 2.40             | 2.63             | 3.00             | 3.23             | 3.50             |                  |
| Середньомісячна сонячна радіація, кДж/м²·день | 5238             | 8538             | 12207            | 15255            | 18193            | 20249            | 19956            | 17645            | 13244            | 8472             | 4991             | 4019             |                  |
| --------------------------------------------- | ---------------- | ---------------- | ---------------- | ---------------- | ---------------- | ---------------- | ---------------- | ---------------- | ---------------- | ---------------- | ---------------- | ---------------- | ---------------- |
| Джерело:                                      |                  |                  |                  |                  |                  |                  |                  |                  |                  |                  |                  |                  |                  |